# Mas Prats (Palafrugell)
El Mas Prats és una obra de Palafrugell (Baix Empordà) protegida com a Bé Cultural d'Interès Local.

## Descripció
Petit mas situat al sector de llevant del paratge de Sobirà. L'edifici és de dues plantes amb teulat a dues vessants sobre els murs de més llargada. Un dels cossos laterals configura un reduït pati posterior, clos al nord per una paret. El mas actual és fruit de diferents reformes, si bé la disposició a l'entorn del pati semblaria respondre a l'edificació primitiva. Una dependència quadrangular s'afegí a l'interior i a un angle del pati. La façana principal orientada a migdia conté la porta de tipus gòtic amb llinda sobre mènsules. En resten els brancals i les dues mènsules de quart de cercle. L'obertura fou sobrepujada amb rajols i damunt s'hi col·loca una nova llinda que té gravat 1845.